# María de las Casas
María Auxiliadora de las Casas McGill (Caracas, Venezuela; 31 de octubre de 1942-ibídem; 24 de octubre de 2013), conocida simplemente como María de las Casas, fue una reina de belleza, actriz y modelo venezolana. Fue la ganadora de la XII edición del concurso Miss Venezuela, que se llevó a cabo en el Teatro del Círculo Militar de Caracas el jueves 27 de mayo de 1965. La corona le fue entregada por Mercedes Revenga, Miss Venezuela 1964 y al momento de su coronación cursaba el tercer año de estudios internacionales en la Universidad Central de Venezuela, de donde se graduó dos años después, en 1967.

## Miss Venezuela 1965
María de las Casas destacó entre las candidatas del concurso Miss Venezuela 1965 por hablar 5 idiomas (español, inglés, francés, italiano y catalán). Ganó el concurso luciendo un traje del diseñador Pino Lanzetti, que había sido traído especialmente de Italia con un precio exorbitante. Debido a que su familia era de clase alta sus detractores tacharon su triunfo como arreglado e injusto.

## Cuadro final de Miss Venezuela 1965
- María Auxiliadora de las Casas McGill, Miss Distrito Federal (ganadora)
- Nancy Elizabeth González Aceituno, Miss Estado Anzoátegui (primera finalista)
- Thamara Josefina Leal, Miss Zulia (segunda finalista)
- Eliana Martínez Fernández, Miss Bolívar (tercera finalista)
- Jeanet Texier Torres, Miss Trujillo (cuarta finalista)

## Participación en el Miss Universo
Como ganadora del Miss Venezuela viajó a Brasil e hizo una gira por Estados Unidos que terminó en Miami Beach, Florida, para representar al país en el Miss Universo el 24 de julio de 1965. En este concurso no quedó entre las semifinalistas.

## Relaciones sentimentales
María de las Casas estuvo relacionada sentimentalmente con el cantante Cherry Navarro, quien murió de aplasia medular en 1967. Dos años después se casó con el músico Carlos Morean, con quien tuvo dos hijos antes de divorciarse: Carlos Herman y Johann Sebastián. En 1998 Johann Sebastián fundó y dirigió la radio 100.7 FM, además de ser https://www.imdb.com/name/nm4413842/, siguiendo la tradición familiar, mientras que Carlos Herman tiene un alto cargo en un banco internacional.

## Carrera profesional
Además de licenciada en estudios internacionales, de las Casas trabajó como directora de arte, diseñadora de vestuario para teatro, óperas, danza y televisión (en exitosas novelas como La Dueña, El hombre de hierro y Doña Perfecta, entre otras). También fue profesora de esa materia y productora de eventos. Recibió numerosos reconocimientos por su labor y se desempeñaba en asesorías de diferentes artes.

## Muerte
María de las Casas falleció el 24 de octubre de 2013, tras complicaciones de un enfisema pulmonar que le fue diagnosticado hace varios años. Además de contraer dengue, lo que empeoró más su estado de salud. Tenía 70 años de edad.